# Kościół katolicki w Chorwacji
Kościół katolicki w Chorwacji – katolicka wspólnota wiernych w Chorwacji pod zwierzchnictwem papieża. Prócz Kościoła rzymskokatolickiego w Chorwacji działają Kościoły katolickie obrządku wschodniego oraz niezależny od papieża Kościół starokatolicki.
Kościół rzymskokatolicki odgrywa, podobnie jak w Polsce, dużą rolę w życiu społecznym i jest elementem świadomości narodowej. W spisie powszechnym w 2001 87,8% mieszkańców Chorwacji zadeklarowało się katolikami.

## Historia

### Średniowiecze
Chorwaci mieli styczność z chrześcijaństwem od początków swojej historii. Już w 879 chorwacki władca Branimir, który miał swoją siedzibę w Nin, napisał do papieża Jana VIII list, w którym obiecał lojalność i posłuszeństwo papieżowi. W 1075 ban chorwacki Zvonimir został koronowany na króla przez legata papieża Grzegorza VII.
Papież Innocenty IV w 1248 nadał chorwackiemu Kościołowi unikatowy przywilej sprawowania liturgii w języku narodowym. Przywilej ten przetrwał ponad siedem stuleci, aż stracił swoje znaczenie po powszechnym dopuszczeniu liturgii w językach narodowych przez Sobór watykański II (1962-1965).

### Austro-Węgry
Chorwaccy biskupi dążyli do uniezależnienia się od zwierzchnictwa arcybiskupów węgierskich. Dopiero w 1852 diecezję zagrzebską wyniesiono do godności archidiecezji. Tym samym utworzono pierwszą chorwacką metropolię (metropolia chorwacko-słoweńska). W XIX wieku rozwijało się szkolnictwo i ruchy katolickie.

### Królestwo Jugosławii
W okresie międzywojnia Kościół katolicki w Chorwacji, wchodzącej w skład Królestwa Jugosławii, działał na ogół swobodnie, choć Serbski Kościół Prawosławny (de facto religia państwowa) prowadził działalność misyjną na terenach tradycyjnie katolickich. Utworzenie Jugosławii Kościół początkowo przyjął pozytywnie, choć część przedstawicieli duchowieństwa wolałaby, aby przetrwało państwo austro-węgierskie. Poparcie kleru zaczęło jednak szybko słabnąć, a duchowni uznali, że rządy jugosłowiańskie odebrały Kościołowi dawne przywileje. Nowa władza stała się według hierarchów wroga „obcym” (innym niż „narodowy” Kościół prawosławny) instytucjom religijnym. Kolejna fala pogorszenia stosunków nastąpiła po zabójstwie chorwackiego polityka Stjepana Radicia i ogłoszeniu dyktatury królewskiej w 1929 roku.
Równocześnie zaostrzyła się konkurencja Kościoła katolickiego z Serbskim Kościołem Prawosławnym. Katolicy obawiali się, że prawosławni zyskają na tyle, że będą w stanie ograniczyć działalność organizacji o profilu katolickim.
W regionie Kościół był konserwatywny i miał proautorytarną tradycję. Ułatwiało to powstanie szowinistycznych ruchów, które widziały Kościół jako sojusznika w walce z komunizmem i Żydami. Lokalny Kościół podtrzymywał tradycyjny, antysemityzm, sprzyjał dyskryminacji Żydów i ich konwersji na katolicyzm. Nawet w okresie Jugosławii, minister edukacji i katolicki ksiądz słoweński, Antoni Korošec, zatwierdzili i wprowadził prawo numerus clausus. Pomimo rosnącej wrogości duchowieństwa wobec Żydów, których oskarżali o bolszewizm lub wspieranie rządu w Belgradzie, w ciągu dwudziestolecia wojennego nie podejmowano agresywnych działań antysemickich.
Wśród kleru popularność zdobył radykalny nacjonalizm, reprezentowany przez ekstremistyczną Chorwacką Partię Prawa, a następnie przez ruch ustaszy. Chorwaccy nacjonaliści uważali bowiem religię katolicką za część swojej tożsamości narodowej. Po wprowadzeniu dyktatury króla Aleksandra I, Kościół mocno się zradykalizował, szczególnie po nieudanej próbie ratyfikacji konkordatu w połowie 1930 roku.
Rząd starał się załagodzić nacjonalistyczne napięcia poprzez szanowanie instytucji religijnych i deklaracje poparcia dla umiarkowanych hierarchów. Popularnością rządu cieszył się Alojzije Stepinac, dawny żołnierz serbskiej armii walczący na froncie macedońskim, uważany przez rząd w Belgradzie za zwolennika Jugosławii.
W kolejnych latach, podczas gdy Watykan i regionalna hierarchia próbowała negocjować z rządem, natomiast duchowieństwo parafialne wpajało Chorwatom program podobieństwa nacjonalizmu chorwackiego i katolicyzmu. Część z nacjonalistycznych duchownych było słabo wykształcona. Radykalizacja zachodząca w środowisku kościelnym doprowadziła do zbliżenia się przedstawicieli tegoż środowiska do ustaszy - ruch ten narodził się w latach 30. i reprezentował pozycje skrajnej prawicy. Jak się okazało zażarty antykomunizm, wrogość do idei Jugosławii i prawosławia przyczyniła się do wzrostu w Kościele sympatii pronazistowskich.
W latach 30. Kościół przejawiał coraz bardziej pozytywny stosunek do kwestii niepodległości.

### Niezależne Państwo Chorwackie

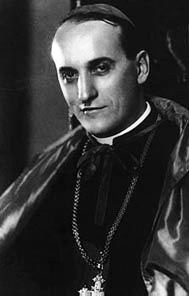
Biskup Alojzy Stepinac

W 1941 utworzono satelickie państwo Niemiec nazistowskich, Niezależne Państwo Chorwackie (NDH). Watykan, jak i Kościół chorwacki z entuzjazmem przyjęli upadek Jugosławii na skutek klęski w wojnie obronnej. Pozytywnie przyjęto też utworzenie NDH. Utworzony przez ustaszy rząd Ante Pavelicia i Kościół łączył m.in. silny katolicyzm przywódcy ustaszy, a także przekonanie ustaszy, iż „stosunki z Watykanem były równie ważne jak stosunki z Niemcami”.
Ustasze ogłosili katolicyzm oficjalną religią państwową. W liście pasterskim biskup Stepinac poprosił wiernych i duchownych o wspieranie rządu. W kościołach odbyć się miała modlitwa o dobro NDH.
Poparcie dla reżimu wśród duchowieństwa katolickiego w dużej mierze zależało od regionu. Większe było w Dalmacji oraz Bośni i Hercegowinie, niższe w Chorwacji i Slawonii. Wpływ miał też wiek księży - poparcie dla ustaszy było najwyższe wśród najmłodszych, a najniższe wśród starszych. Hierarchia katolicka podzieliła się na radykalną większość i mniejszość umiarkowanych krytyków NDH. Postawa duchowieństwa zależna była też od okresu rządów ustaszy, początkowo w większości była ona entuzjastyczna. Ludobójstwo ustaszy stopniowo podzieliło duchowieństwo na trzy grupy. Pierwszą stanowili przeciwnicy, którzy współpracowali z partyzantką jugosłowiańską - szacuje się, że było ich co najmniej 70. W drugiej grupie znaleźli się entuzjaści reżimu, w tym członkowie ustaszowskich organizacji i aktywni uczestnicy ich zbrodni. Większość duchowieństwa zajęła stanowisko pośrednie. Grupa ta sympatyzowała z prokatolickimi reformami Pavelicia (zakaz aborcji, pornografii i bluźnierstwa) ale odrzucała wrogość reżimu wobec mniejszości wyznaniowych i etnicznych. W tej grupie odnotowano wiele zachowań dwuznacznych i niezdecydowania w kontaktach z dyktaturą.
Po kolejnych falach ustaszowskiego ludobójstwa w lecie i jesienią 1941 roku, Stepinac „zdecydował się na ograniczoną reakcję”. Jednakże w dalszym ciągu podzielał opinię duchownych uważających, iż Jugosławia stanowiła „więzienie narodu chorwackiego”, a nawet zorganizował spotkanie papieża Piusa XII i Pavelicia. Mimo bardziej sceptycznej postawy Stepinaca wobec Kościoła, wielu duchownych jeszcze gorliwiej wspierało reżim. Jednym z nich był Ivan Šarić, który uważał, że Bóg stoi za ruchem chcącym „wyzwolić” świat od Żydów czy atakował wrogów ideowych ustaszy twierdząc, że socjalizm i komunizm powstały przy udziale szatana.
Niektórzy duchowni włączyli się w działanie ustaszowskich formacji lub bezpośrednio brali udział w ludobójczych działaniach. Ivan Guberin, lider Ruchu Katolickiej Chorwacji (HKP; jedna z form Akcji Katolickiej) był strażnikiem przybocznym Pavelicia, a Bozidas Bralo - szefem policji bezpieczeństwa w Sarajewie odpowiedzialnym za szereg akcji antysemickich. W Bośni i Hercegowinie przywódca ruchu Jure Francetić zdecydował, aby dużą liczbę stanowisk w partii ustaszy oddać w ręce duchowieństwa.
Ludność żydowska starała się uzyskać ochronę Kościoła katolickiego przed represjami. Kościół jednak prowadził politykę konwersji, toteż uratować od zagłady Żydów mogło ratować jedynie przechodzenie na katolicyzm. Prawo konwersji wprowadzone przez Stepinaca nie zapobiegło jednak kolejnym prawom antyżydowskim. Władze NDH przywłaszczyły sobie wiele cerkwi prawosławnych, które zostały „opuszczone lub zarekwirowane”. Katolicki episkopat i HKP były zaangażowane w koordynację i zarządzanie tymi działaniami. Kampania przymusowej konwersji prawosławnych Serbów na katolicyzm ruszyła we wrześniu 1941 roku. Kościół utrzymywał wobec niej niepewne i niejednoznaczne stanowisko; z jednej strony uważano, że pomoże to przetrwać ludności wywodzącej się z mniejszości, a z drugiej strony odrzucał wymuszone nawrócenia. Plany rządu wdrażano we współpracy z duchowieństwem, głównie z franciszkanami.
Przed kampanią zmuszania Serbów i Żydów do konwersji, biskup Stepinac zwołał Synod Biskupów Chorwackich, który wezwał do humanitarnego traktowania Żydów, którzy przyjęli katolicyzm.
NDH próbowało odzyskać poparcie Stepinaca, który w październiku 1942 skrytykował pośrednio politykę rządu. W okresie deportacji Żydów do obozu śmierci Auschwitz-Birkenau wysłał on raport do Watykanu, w którym bronił działań rządu jako promotora katolicyzmu. W czasie swojej wizyty w Watykanie od 24 maja do 4 czerwca 1943, Stepinac mimo wcześniejszych krytycznych opinii, bardzo korzystnie dla ustaszy opisał stan państwa chorwackiego.
Pod koniec wojny hierarchowie katoliccy rozpoczęli mówienie o mordach Żydów, jednak w tym czasie większość przedstawicieli tejże społeczności poniosła już śmierć. Członkowie Kościoła zaczęli potępiać wcześniejsze przypadki podżegania przez księży przeciwko Żydom i udział duchowieństwa w zbrodniach. Episkopat dalej jednak popierał samo istnienie NDH, uważając, że uratuje on chorwacką „niepodległość”, ani nie zerwał z katolickimi fundamentalistami, którzy uważali wojnę światową za starcie między państwami Osi a „Judeo-bolszewizmem”.
Phater w swojej książce z 2000 roku stwierdził, że ustalenie stopnia udziału Chorwatów w holokauście jest na tyle trudne, że w Chorwacji to katolicka większość była sprawcami aktów ludobójstwa. Phayer zestawił tę sytuację z położeniem okupowanej Polski, gdzie to katolicy stali się ofiarami ludobójczej polityki nazistów.

### Socjalistyczna Federacyjna Republika Jugosławii
W 1945 roku emerytowany biskup Dubrownika Josip Marija Carević został zamordowany przez nowe, komunistyczne władze, a biskup Josip Srebrnić został zamknięty w więzieniu na dwa miesiące. Po wojnie liczba katolickich wydawnictw spadła z ok. stu do tylko trzech. 18 września 1946 aresztowano arcybiskupa Alojzije Stepinaca. 30 września rozpoczął się jego proces. Stepinacowi postawiono zarzuty kolaboracji z ustaszami i wspierania byłych ustaszów (Križari), przeprowadzających ataki sabotażowo-dywersyjne na terenie Jugosławii. Opinie historyków i opinii publicznej odnośnie do procesu są podzielone, niektóre badania zachodnich badaczy przedstawiają proces jako pokazowy, jeszcze inni twierdzą, że proces został przeprowadzony właściwie.
11 października 1946 roku sąd skazał Stepinaca na 16 lat więzienia. Wypuszczono go po pięciu latach, pod warunkiem, że wyjedzie do Rzymu albo resztę kary spędzi w swojej parafii w Krašiciu. Stepinac wybrał Krašić. 29 listopada 1952 papież Pius XII mianował Stepinaca kardynałem. W odpowiedzi na to Jugosławia zerwała stosunki dyplomatyczne ze Stolicą Apostolską.
Kościół umożliwił ucieczkę części zbrodniarzy ustaszowskich do frankistowskiej Hiszpanii, państw arabskich i Ameryki Południowej (głównie Argentyny) aby zapewnić im bezpieczeństwo przed procesami o zbrodnie. Franciszkanin i pułkownik ustaszy, Krunoslav Draganović odpowiedzialny był za wywłaszczenie własności Serbów w czasie ludobójstwa, oskarżony został o pranie brudnych pieniędzy ustaszy i kosztowności skradzionych ofiarom wojny w Chorwacji. W roku 1945 Draganović wydrukował w Rzymie Mali Hrvatski kalendar za godinu 1945 (Mały Kalendarz Chorwacki na rok 1945) adresowany do emigrantów chorwackich. Razem z biskupem Aloisem Hudalem był głównym organizatorem dróg ucieczki faszystowskich przestępców wojennych do Argentyny i innych krajów Ameryki Południowej. Pomagał on Departamentowi Stanów Zjednoczonych w organizacji informatorów i szpiegów na terytorium pod kontrolą ZSRR. Draganović wycofany został ze współpracy dopiero po 1958 roku, po śmierci Piusa XII. Okazało się, że Draganović pomagał w ucieczce m.in. niemieckiego zbrodniarza wojennego Klausa Barbie.
Według źródeł kościelnych w latach 40. XX wieku zginęło 17 procent chorwackiego duchowieństwa. Wielu kapłanów było więzionych i brutalnie torturowanych.
Problemem Kościoła lat powojennych była również nacjonalizacja majątków kościelnych. Kościół tracił szpitale, szkoły, nieruchomości, a nawet klasztory. W szkołach zakazano nauki religii. Przez cały okres istnienia ludowej Jugosławii postępowała ateizacja życia społecznego.
Biskupi chorwaccy należeli do Konferencji Episkopatu Jugosławii.

### Republika Chorwacka
Po przemianach i rozpadzie Jugosławii Kościół katolicki uzyskał pełną swobodę i doświadczył szybkiego wzrostu popularności. Przywrócono naukę religii w szkołach. Powstała Konferencja Episkopatu Chorwacji.
Podczas wojny w Chorwacji (1991-1995) podział na wyznawców katolicyzmu i prawosławia były często określane jako podstawowa oś podziału między stronami konfliktu, co doprowadziło do zniszczenia wielu kościołów i cerkwi.
9 kwietnia 1997 wszedł w życie konkordat regulujący stosunki państwa i Kościoła.
Niepodległą Chorwację trzykrotnie odwiedził papież Jan Paweł II.

## Podział administracyjny
- Metropolia rijecka
  - Archidiecezja rijecka
    - Diecezja gospicko-seńska
    - Diecezja Krk
    - Diecezja porecko-pulska.
- metropolia Ðakovo-Osijek
  - archidiecezja Ðakovo-Osijek
    - Diecezja pożedzka
    - Diecezja sremska (Serbia)
- Metropolia splicko-makarska
  - Archidiecezja splicko-makarska
    - Diecezja dubrownicka
    - Diecezja hvarsko-bracko-viska
    - Diecezja szybenicka
    - Diecezja kotorska (Czarnogóra)
- Metropolia zagrzebska
  - Archidiecezja zagrzebska
    - Diecezja bielowarsko-kriżewczyńska
    - Diecezja sisacka
    - Diecezja varażdińska
    - Eparchia kriżewczyńska (greckokatolicka)
- diecezje bezpośrednio podległe Stolicy Apostolskiej
  - Archidiecezja zadarska
  - Ordynariat Polowy Republiki Chorwackiej

## Nuncjatura apostolska
Chorwacja utrzymuje stosunki dyplomatyczne ze Stolicą Świętą od 1992. Przedstawicielstwo Watykanu w Chorwacji, w randze nuncjatury znajduje się w Zagrzebiu.
Od 2017 nuncjuszem apostolskim w Chorwacji jest arcybiskup Giuseppe Pinto.